# La Goenne
La Goenne est un sommet de France situé dans les Alpes, en Savoie et Haute-Savoie.

## Géographie
Avec 2 174 mètres d'altitude, il domine les sources du Fier dans la vallée de Manigod à l'ouest, le lac du Mont-Charvin au sud-ouest et le val d'Arly et Crest-Voland à l'est. Il se trouve dans la chaîne des Aravis, au sud de la tête de l'Aulp et au nord du mont Charvin.

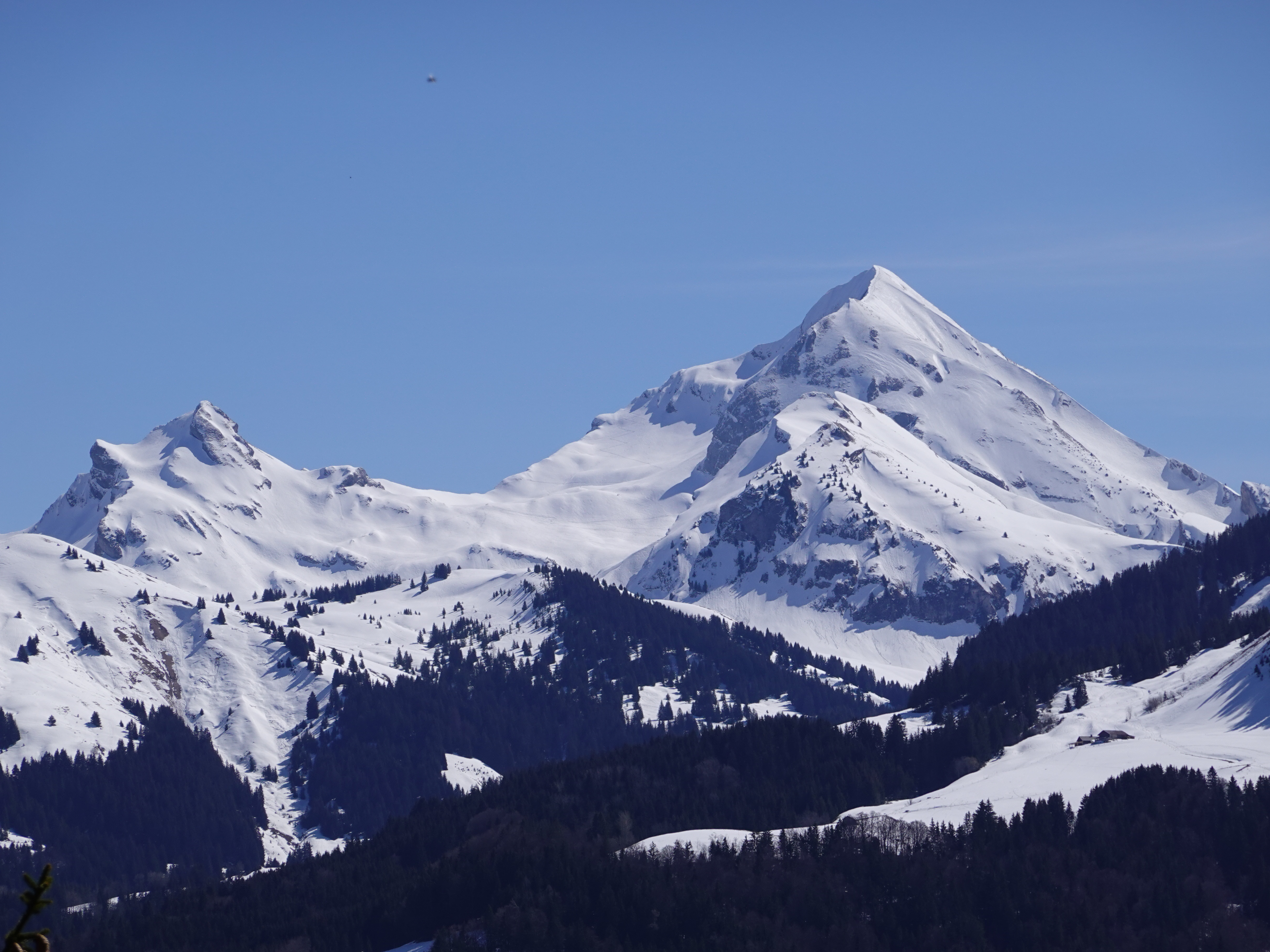
Vue du mont Charvin (à droite) et de la Goenne (à gauche) depuis le nord-ouest.